# Bağlarbaşı, Birecik
Bağlarbaşı là một xã thuộc huyện Birecik, tỉnh Şanlıurfa, Thổ Nhĩ Kỳ. Dân số thời điểm năm 2011 là 1.815 người.